# Lijst van oorlogsmonumenten in Wierden
De Nederlandse gemeente Wierden heeft 10 oorlogsmonumenten. Hieronder een overzicht.
| Nr.  | Object                              | Herdachte groep              | Ontwerper                                 | Onthulling      | Type               | Locatie                         | Plaats         | Coördinaten                   | Foto                           |
| ---- | ----------------------------------- | ---------------------------- | ----------------------------------------- | --------------- | ------------------ | ------------------------------- | -------------- | ----------------------------- | ------------------------------ |
| 58   | Oorlogsmonument                     | burgerslachtoffers           | Jan Jans (1893-1963), G.J. Schoot         |                 | kapel              | Burg. J.C. v.d. Bergplein, 7642 | Wierden        | 52° 21' 26" NB, 6° 35' 34" OL | Oorlogsmonument                |
| 59   | Herdenkingsmonument                 | burgerslachtoffers           | Jan Jans (1893-1963), Firma G.W. te Riele | 12 mei 1947     | gedenkmuur         | Spoorstraat, 7641 BV            | Wierden        | 52° 21' 40" NB, 6° 35' 31" OL | Herdenkingsmonument            |
| 2108 | Geallieerd erehof                   | geallieerde militairen       |                                           |                 | begraafplaats/graf | Appelhofstraat, 7641 CA         | Wierden        | 52° 21' 31" NB, 6° 35' 38" OL |                                |
| 2109 | Monument voor kapitein A.F. Lancker | verzet Nederland             | G. Gerrits, F.W. Haselhoff                | 20 oktober 1949 | gedenksteen        | Janninksweg, 7645 AX            | Hoge Hexel     | 52° 23' 25" NB, 6° 33' 17" OL | Meer afbeeldingen              |
| 2110 | Monument aan de Rijssensestraat     | verzet Nederland             | Jan Jans (1893-1963), G.J. Schoot         |                 | zuil               | Rijssensestraat, 7642 CV        | Wierden        | 52° 20' 15" NB, 6° 33' 44" OL |                                |
| 2111 | Monument aan de Almelosestraat      | verzet Nederland             | Jan Jans (1893-1963), G.J. Schoot         |                 | zuil               | Almelosestraat, 7642 CV         | Wierden        | 52° 21' 21" NB, 6° 36' 15" OL | Monument aan de Almelosestraat |
| 2112 | Joods monument                      | vervolgden Nederland         |                                           | 3 mei 1995      | gedenksteen        | Spoorstraat, 7641 BV            | Wierden        | 52° 21' 40" NB, 6° 35' 31" OL | Joods monument                 |
| 2520 | Joods monument                      | Vervolgden Nederland         |                                           | 4 mei 1995      | gedenksteen        | Bornebroekseweg, 7468 RM        | Enter          | 52° 18' 4" NB, 6° 36' 2" OL   | Joods monument                 |
| 2521 | Oorlogsmonument                     | algemeen, burgerslachtoffers | H.J. Wegdam                               |                 | gedenksteen        | Rijssenseweg, 7468 AA           | Enter          | 52° 17' 34" NB, 6° 33' 56" OL |                                |
| 2522 | Monument aan de Eversdijk           | verzet Nederland             |                                           |                 | kapel              | Eversdijk, 7468 PV              | Enter          | 52° 18' 37" NB, 6° 33' 49" OL |                                |
|      | Stolpersteine                       | vervolgden Nederland         | Gunter Demnig                             |                 | reliëf             |                                 | Enter, Wierden |                               |                                |

Almelo ·
Borne ·
Dalfsen ·
Deventer ·
Dinkelland ·
Enschede ·
Haaksbergen ·
Hardenberg ·
Hellendoorn ·
Hengelo ·
Hof van Twente ·
Kampen ·
Losser ·
Oldenzaal ·
Olst-Wijhe ·
Ommen ·
Raalte ·
Rijssen-Holten ·
Staphorst ·
Steenwijkerland ·
Tubbergen ·
Twenterand ·
Wierden ·
Zwartewaterland ·
Zwolle